# Phénoménologie (philosophie)
Pour les articles homonymes, voir phénoménologie.
La phénoménologie (du grec φαινόμενον / phainómenon, « ce qui apparaît », et λόγος / lógos, « étude ») est un courant de pensée du XXe siècle fondé par Edmund Husserl dans l'optique de faire de la philosophie une discipline empirique. Elle tire son nom de sa démarche, qui est d'appréhender la réalité telle qu'elle se donne, à travers les phénomènes. Elle fait de la philosophie l'étude systématique et l'analyse de l’expérience vécue et de la conscience comme étant eux-mêmes des phénomènes de la pensée qui se pense elle-même et pense le monde.
Cette école de philosophie s'attache à démontrer que le phénomène n'existe que s'il y a une conscience pour le percevoir. Toute conscience serait donc conscience de quelque chose, c'est l'idée d'intentionnalité de la conscience. La méthode phénoménologique veut démontrer qu'il existe une relation essentielle entre la conscience et le monde. La phénoménologie reprend les interrogations philosophiques sur le concept d'essence, et son approche pour les aborder est d'étudier l'expérience vécue, c'est-à-dire le phénomène en tant que tel. Il est parfois considéré qu'ainsi, la phénoménologie cherche à faire le lien entre l'idéalisme (passer par l'idée pour accéder au réel) et l'empirisme (passer par le réel pour accéder à l'idée).
C'est dans sa première oeuvre majeure, Recherches logiques (1900-1901), que Husserl, en rupture avec le psychologisme et en opposition à la métaphysique, fonde la phénoménologie comme science destinée à donner un fondement aux sciences de la nature, qu'il juge insuffisantes à « élucider le rapport de l'homme au monde ».
La phénoménologie telle qu'on la connaît aujourd'hui s'étend au sein d'un cercle de disciples dans les universités de Göttingen et de Munich en Allemagne (Edith Stein, Roman Ingarden, Martin Heidegger, Eugen Fink, Max Scheler, Nicolai Hartmann), et se propage rapidement à l'étranger, en particulier en France (grâce aux traductions et aux travaux de Paul Ricœur, d'Emmanuel Levinas, de Jean-Paul Sartre, de Maurice Merleau-Ponty) et aux États-Unis (Alfred Schütz et Eric Voegelin), souvent avec une très large prise de distance critique par rapport aux premiers travaux de Husserl, mais sans jamais que soit abandonnée sa volonté fondamentale de s'en tenir à l'expérience vécue.
Il n'y a pas lieu de s'étonner de la grande variété de formulations de ce courant de pensée, qui ressortit à sa nature même, cherchant à exprimer les aspects spécifiques de chacun de ses domaines d'étude. La phénoménologie constitue l'une des traditions principales de la philosophie européenne du XXe siècle. Elle a en outre inspiré de nombreux travaux hors de son champ philosophique propre, telles la philosophie des sciences, la psychiatrie, l'esthétique, la morale, la théorie de l'histoire, l'anthropologie existentiale.

## La phénoménologie avant Husserl
On attribue généralement l'invention du terme « phénoménologie » à Jean-Henri Lambert (1728-1777), qui dénomme ainsi dans la quatrième partie de son Nouvel Organon (1764) la « doctrine de l'apparence »,.

### Kant(1724-1804)
Une section de la Critique de la raison pure de Kant devait s'appeler Phénoménologie ; mais Kant remplaça finalement ce nom par celui d'Esthétique transcendantale. Kant y opère la séparation entre la « chose en soi » et le phénomène (ce qui se montre), ce dernier étant donné dans le cadre transcendantal de l'espace, du temps et de la causalité. La thèse de Kant est qu'il existe seulement un cadre a priori dans lequel les objets peuvent nous « faire encontre » et qui permet leur représentation. Ce cadre qui n'est autre que la structure de notre connaissance va ouvrir la possibilité d'une connaissance universelle.

### Fichte(1762-1814)
La phénoménologie est un concept central de la philosophie de Johann Gottlieb Fichte. Elle désigne la partie de la doctrine de la science qui développe la phénoménalisation (apparition, extériorisation) du fondement et du principe du savoir. Il ne peut y avoir de savoir absolu (qui n'est pas un savoir d'un objet mais de ce qui fait qu'un savoir est effectivement un savoir) que phénoménalisé. Aussi, dès La Doctrine de la Science de 1804, oppose-t-il la doctrine du phénomène ou phénoménologie à la doctrine de l'être et de la vérité. À la fin de sa vie, Fichte identifie même la phénoménologie à la doctrine de la science, parce que, sans elle, le « savoir absolu » n'aurait pas d'existence.

### Hegel(1770-1831)
Des thèses kantiennes, Hegel déduit qu'avec le phénomène, la conscience découvre la structure de sa propre connaissance, s'élevant ainsi à la conscience de soi. Dans la Phénoménologie de l'esprit, « Hegel trace le parcours de cette conscience dans l'histoire de ses manifestations, de ses figures, qui sont autant d'expériences de soi dans son élan vers la science »,.

### Schopenhauer(1788-1860)
Si pour Arthur Schopenhauer, le monde est notre représentation (c'est-à-dire qu'être et être une représentation, pour le sujet, c'est tout un), il s'agit toujours pour lui de chercher plus profond que cette évidence première : comment connaître ce que le monde peut être dans son être en soi ? Il s'agit pour lui de rechercher l’essence du phénomène à partir d'une étude descriptive préalable du donné phénoménal et en particulier, de la manière dont se donne à moi mon propre corps comme « volonté ».

## Vue d'ensemble de la phénoménologie

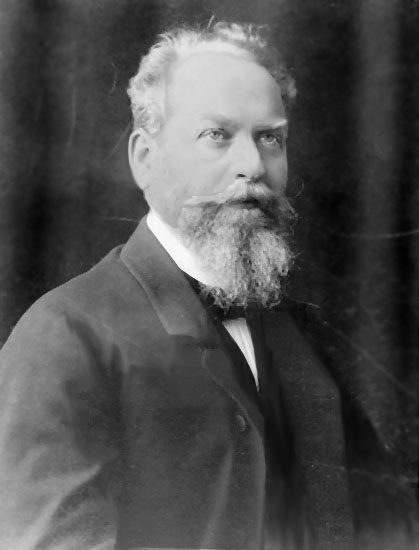
Edmund Husserl en 1900.

Avec Edmund Husserl, la phénoménologie a l'ambition de se constituer en science, et elle se dote d'une problématique, d'un objet ou domaine, et d'une méthode. Hegel encore, dans sa Phénoménologie de l'esprit donne au terme de phénoménologie le sens de méthode, qui finit avec Husserl par désigner la philosophie tout entière elle-même avec pour mot d'ordre : « revenir aux choses elles-mêmes ».

### La problématique
L'histoire du concept de phénoménologie montre que, depuis Jean-Henri Lambert, la phénoménologie n’a cessé d’évoluer. C'est donc le contexte qui va déterminer si l'on parle de la phénoménologie au sens fichtéen, hégélien ou husserlien, même si en général, le terme de phénoménologie, pris isolément, désigne la philosophie et la méthode de Husserl ou de ses héritiers.
Comprise jusqu'à lui comme science de l’« apparaître », la phénoménologie devient, chez Heidegger, la science de ce qui n’apparaît justement pas à première vue ou, comme l'écrit Françoise Dastur citant Heidegger, une « phénoménologie de l'inapparent ».
Dans le phénomène de l'apparaître, la phénoménologie « post husserlienne », problématise la « constitution du sens » de ce qui se présente à la conscience, cela requiert une attitude qui ne se satisfait jamais de solutions définitives. Ainsi, Jean-François Courtine précise que « la phénoménologie ne caractérise pas le « Was  » (ce que c'est), mais le « Wie  » des objets, le comment de la recherche, la modalité de leur « être-donné », la manière dont ils viennent à la rencontre ». De telles recherches exigent de chacun qu'il refasse pour son compte l'expérience phénoménologique de celui qui l'a précédemment faite, note Alexander Schnell. La phénoménologie se constitue en opposition au « néokantisme » ; elle « consiste à décrire les phénomènes sans parti pris, en renonçant de façon méthodique à leur origine physiologico-psychologique ou à leur réduction à des principes préconçus », résume Hans-Georg Gadamer.
Le mot « phénomène » signifie étymologiquement « ce qui se montre », et il conserve, depuis son origine grecque un sens ambigu provenant de ce qu'il tient à la fois de l'objet et du sujet. Il est délicat de distinguer ce qui appartient à l'objet de ce qui appartient à l'interprétation propre au sujet (connaissance, illusion, erreur). Cette dépendance, vis-à-vis du sujet pourrait rendre difficile, voire impossible, la constitution d'une science, à partir d'une expérience, d'où le souci grec, notamment chez Platon et Aristote, de « sauver les phénomènes ».

### L'objet
La phénoménologie moderne, dominée par les pensées d'Edmund Husserl et de Martin Heidegger, ambitionne d'aller « droit à la chose même ».

#### Le phénomène
Husserl le répète expressément, la phénoménologie vise à se débarrasser de toute théorie préalable, de toute préconception et se soucie exclusivement de « faire droit à la chose même, [car], le voir ne se laisse pas démontrer ni déduire », en s'en tenant scrupuleusement à la façon dont la chose se donne selon le principe « Zu den Sachen selbst  ». En ce sens précis, l'écoute du phénomène exige la réduction phénoménologique. « Ce n'est que par une réduction […] que j'obtiens une donnée absolue, qui n'offre plus rien d'une transcendance. Si je mets en question le moi, et le monde, et le vécu en tant que vécu du moi, alors, de la vue réflexive dirigée simplement sur ce qui est donné dans l'aperception du vécu en question, sur mon moi, résulte le phénomène de cette aperception : par exemple le phénomène perception appréhendé comme ma perception […] Mais je peux pendant que je perçois porter sur la perception le regard d'une pure vue […] laisser le rapport au moi de côté ou en faire abstraction : alors la perception saisie et délimitée dans une telle vue est une perception absolue, dépourvue de toute transcendance, donnée comme phénomène pur au sens de la phénoménologie » écrit Husserl dans L'idée de la phénoménologie.
En reprenant le terme de « phénoménologie », Heidegger pourrait paraître d'emblée s'inscrire dans le prolongement de la pensée de son maître Husserl, sauf qu'il en élimine une partie essentielle, en rejetant tout ce qui a succédé à ce qu'il a qualifié de « tournant non phénoménologique » de Husserl, c'est-à-dire, son penchant pour une méthodologie scientifique, qu'il discerne à partir des Ideen, et notamment l'institution du « sujet transcendantal ». De plus, Martin Heidegger a pu paradoxalement avancer que l'impératif Zu den Sachen selbst (aller droit à la chose même) ne soit justement pas la chose mais « ce qui est en cause » chaque fois que nous sommes en rapport avec quoi que ce soit. Pour Heidegger, ce que la phénoménologie doit finalement montrer ce n'est justement pas l'étant mais bien son « être », « or celui-ci, de prime abord, ne se montre pas, même s'il est toujours pré-compris d'une certaine manière », remarque Christian Dubois.
Si l'être est le phénomène par excellence […] alors la phénoménologie devrait le faire voir […] tel qu'il se montre à partir de lui-même, c'est-à-dire ne pas chercher à l'extraire de sa dissimulation, mais le montrer dans cette dissimulation même écrit Sylvaine Gourdin
Heidegger ambitionne ainsi, à l'encontre des évolutions contestées de son prédécesseur, de ressaisir la « phénoménologie » en sa pure possibilité d'avant ce tournant. Comme l'écrit Jean-François Courtine, Heidegger ne veut pas dépasser mais créer une nouvelle tendance, l'ontologie phénoménologique mise en œuvre dans Sein und Zeit, « se propose de penser plus originellement ce qu'est la phénoménologie, c'est-à-dire de prendre l'entière mesure de son importance ou de sa signification, fallût-il pour cela aller jusqu'à renoncer au titre de phénoménologie ».
Cependant, les deux penseurs conviennent que le « phénomène » possède un sens phénoménologique différent de son sens dit « vulgaire », « n'étant pas immédiatement donné, ne se montre de lui-même que dans une thématisation expresse qui est l'œuvre de la phénoménologie elle-même » écrit Françoise Dastur.
Heidegger prend conscience que le « phénomène » a besoin pour se montrer du Logos, qu'il comprend, en revenant à la source grecque, moins comme un discours sur la chose, que d'un « faire voir » écrit Marlène Zarader. Heidegger en déduit sa propre position théorique à savoir que l'ajointement des deux mots, phénomène et logos, dans celui de « phénoménologie » doit signifier « ce qui se montre à partir de lui-même ».
En gros, Heidegger se différencie de son maître Husserl, en ce qu'il s'intéresse moins à la relation de l'homme au monde qu'à la « pré-ouverture », autrement dit à la « dimension » qui rend possible la rencontre de ce qu'il appelle « l'étant sous la main » ; en résumé au poids ontologique du « auprès de.. » de « l'être-au-monde », préoccupé dira Paul Ricœur.

#### Une expérience phénoménologique: l'œuvre d'art

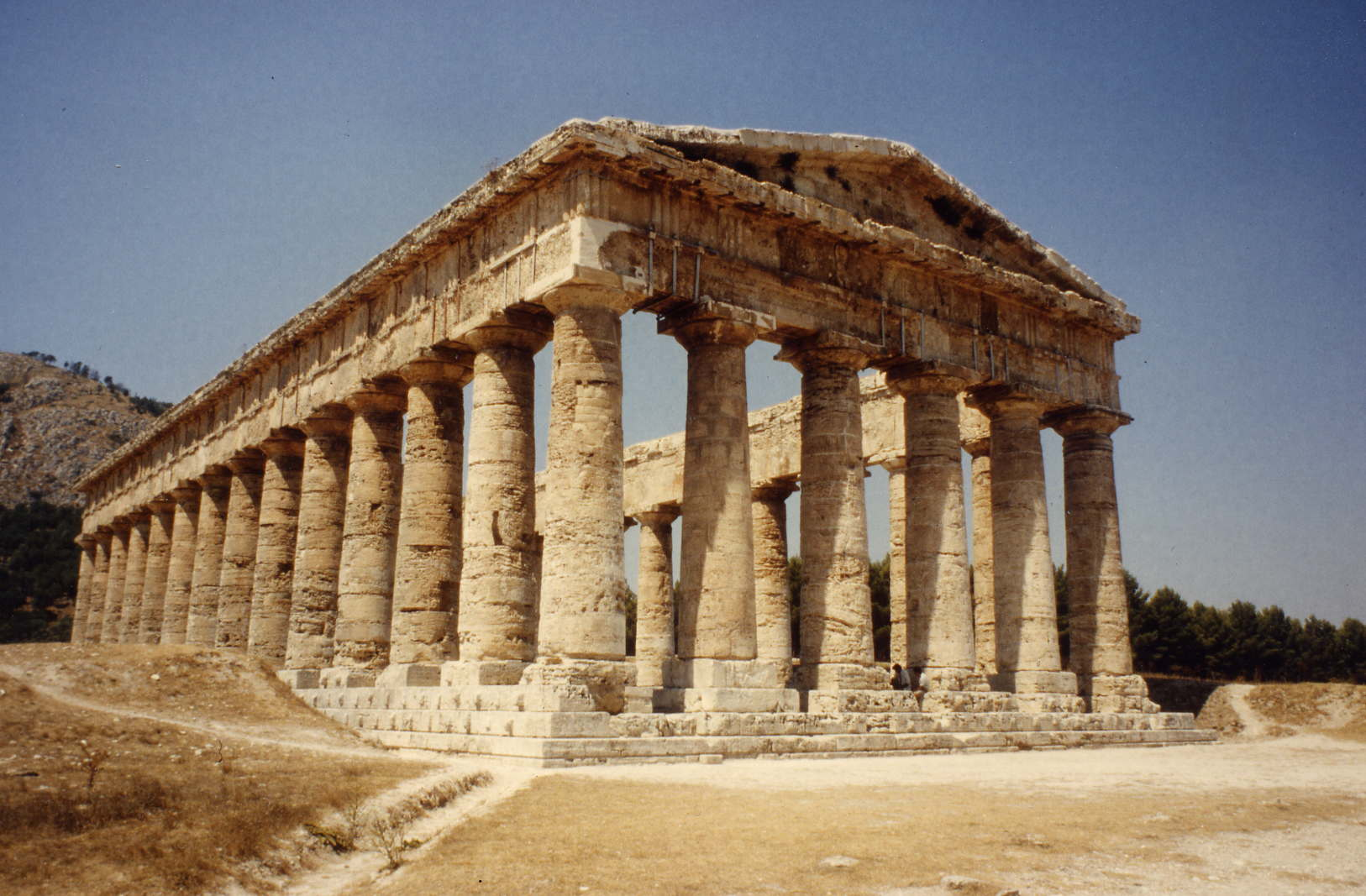
Temple grec de Ségeste

Dans l'esprit du « retour aux choses mêmes », prendre pour objets d'étude l'art et l'expérience que nous en avons montrera ce qui en fait la particularité. Le Dictionnaire des Concepts, distingue deux courants principaux :
Pour Heidegger, l'œuvre d'art est une puissance qui ouvre et « installe un monde ». L'artiste n'a pas une claire conscience de ce qu'il veut faire, seul le « tout fera l'œuvre ». L'œuvre d'art n'est pas un outil, elle n'est pas une simple représentation mais la manifestation de la vérité profonde d'une chose : « ainsi du temple grec qui met en place un monde et révèle une terre, le matériau qui la constitue, un lieu où elle s'impose (la colline pour le temple), et le fondement secret, voilé et oublié de toute chose ».
.
La poésie aussi va apparaître comme le dire du décèlement de l'étant à partir de l'être. Le poème, est conçu comme un « appel », appel à ce qui est éloigné à venir dans la proximité. En les nommant, la « Parole poétique » fait venir les choses en la présence, comme dans ces deux simples vers qui introduisent le poème « soir d'hiver » de Georg Trakl : « Quand il neige à la fenêtre, Que longuement sonne la cloche du soir ».
Le deuxième courant, représenté par Maurice Merleau-Ponty s'éloigne tout autant de la représentation idéalisée des choses pour appuyer « sur le vécu et le ressenti avant d'être nommé ». « En peignant, le peintre manifeste et montre comment le monde devient sous et par ses yeux, car le peintre peint à la fois le monde et son monde. Tout en se mettant totalement dans ce qu'il peint, le peintre est le serviteur de ce qui est en face à lui ».

### La méthode
Si l'on suit Levinas, il n'y aurait pas de méthode proprement phénoménologique, mais seulement des gestes qui révèlent un air de famille de méthodes d'approche entre tous les phénoménologues. La « phénoménologie » n'a aucun contenu doctrinal à proposer, souligne de son côté François Doyon, il s'agit d'« une science qui n’en finit pas de naître et de renaître sous différentes formes », de quelque chose qui n'est même pas une méthode au sens scientifique, uniquement un « cheminement », un mode d'accès à la « chose »; c'est ce mode d'accès que Martin Heidegger va être amené à justifier dans un long paragraphe (§7) de Être et Temps en prenant appui sur le sens grec initial de ce mot, une fois celui-ci décomposé en ses deux éléments originaires, à savoir, « phénomène » et « logos » (§ 7 Être et Temps).
Le philosophe Gérard Wormser écrit que « la méthode distinctive (de la phénoménologie) est la « description eidétique », qui vise à rendre raison de l'essence d'un phénomène à partir de la série des variations dont est susceptible son appréhension ». Par la « réduction » le phénoménologue va chercher à isoler un noyau invariant qui permet « de rendre compte des phénomènes tels qu'ils se présentent dans leur nécessité d'essence ». Levinas recense ainsi, quelques caractéristiques de la geste phénoménologique :
1. la place primordiale accordée à la sensibilité et à l'intuition. « La phénoménologie décrit les modes d'accès de la conscience à la signification, ainsi que le précise Husserl, en explorant les structures de l'intuition objectivante (noèse) et de son corrélat (noématique) en tant qu'il est inclus réellement dans l'intuition au sein de laquelle il se rapporte »[29].
2. la disparition du concept[30], de l'objet théorique, de l'évidence, du phénomène idéalement parfait, au profit d'une attention portée à l'imperfection du vécu, de l'excédent et du surplus que le théorique laisse échapper, qui vont devenir constitutifs de la vérité du phénomène (ainsi du souvenir, toujours modifié par le présent où il revient, donc absence de souvenir absolu auquel se référer, la préférence accordée avec Kierkegaard, au dieu qui se cache, qui est le vrai dieu de la révélation). Ce qui semblait jusqu'ici un échec, une imperfection de la chose (la brumosité du souvenir), par un retournement radical du regard, devient un mode de son achèvement, sa vérité intrinsèque.
3. la réduction phénoménologique qui autorise la suspension de l'approche naturelle et la lutte contre l'abstraction[N 12].

Dans ses Problèmes fondamentaux de la phénoménologie, Heidegger, complète cette approche en distinguant trois éléments constitutifs de la « méthode » phénoménologique : la réduction, la construction et la « destruction », ce dernier élément constituant à la fois le socle et l’apogée de sa méthode phénoménologique selon François Doyon.

#### La réduction phénoménologique
La réduction phénoménologique ou épochè en grec (ἐποχή / epokhế) consiste pour Husserl « à suspendre radicalement l'approche naturelle du monde », posé comme objet, réduction à laquelle s'ajoute une lutte sans concession contre toutes les abstractions que la perception naturelle de l'objet présuppose,. La découverte de la « réduction phénoménologique » a donc le sens d'un dépassement du cartésianisme qui se limite à combattre le doute et requiert pour sa cohésion globale, la garantie divine, note Françoise Dastur.
Mais si pour Husserl l'« époché », ἐποχή, ou mise entre parenthèses du monde objectif, constituait l'essentiel de la réduction phénoménologique, il n'en allait pas de même pour Heidegger selon qui le « Monde » n'ayant, par construction, aucun caractère objectif, ce type de réduction s'avérait inutile,.
De plus, pour Heidegger, la phénoménologie ne vaut en tant qu'instrument que pour autant que ses propres présupposés sont pris en compte dans la description elle-même. Par rapport à son maître Husserl, on note un certain nombre d'évolutions décisives telles que la recherche du domaine dit « originaire », sis dans l'expérience concrète de la vie, par un processus de « destruction » et d'explicitation, qui vont permettre à une herméneutique de la facticité de se développer.
Par contre, selon Alexander Schnell, on peut considérer qu'on a avec la définition heideggerienne de la phénoménologie, comme reconduction du regard de l'étant à la compréhension de son être, quelque chose qui est en soi un acte de « réduction phénoménologique ». Avec Heidegger, l'« enquête phénoménologique » ne doit pas tant porter sur les vécus de conscience, comme le croyait Husserl que sur l'être pour qui on peut parler de tels vécus, et qui est par là capable de phénoménalisation, à savoir le Dasein, c'est-à-dire, l'existant. Christoph Jamme écrit : « la phénoménologie doit être élaborée comme une auto-interprétation de la vie factive […]. Heidegger définit ici la phénoménologie comme science originaire de la vie en soi ».
En fait, la « réduction phénoménologique » va jouer, dans Être et Temps, un rôle essentiel dans l’analytique du Dasein, notamment dans l'analyse de la quotidienneté et la mise à jour des structures existentiales du Dasein, en exigeant un regard résolument plus « authentique ». La réduction dans Être et Temps, conclut François Doyon, « apparaît comme un parcours de détachement progressif à l’aveuglement de la quotidienneté du monde ambiant afin de s’exposer résolument à la finitude radicale de son être ».

#### La construction phénoménologique
C'est à l'opération d'induction de l'« être », qui n'apparaît jamais spontanément, à partir de l'étant que Heidegger a donné le nom de « construction phénoménologique », c'est une tâche, un projet, qu'il revient au Dasein de réaliser sachant « qu'il n'y a d'être que s'il y a compréhension de l'être, c'est-à-dire si le Dasein existe ». Pour Heidegger, « l’interprétation existentiale du Dasein, comme souci, dans Être et Temps, est une construction ontologique qui possède un sol et une pré-esquisse élémentaire ».

#### La destruction phénoménologique
La « construction réductrice de l’être », en tant qu’interprétation conceptuelle de l’être et de ses structures, implique donc nécessairement une « destruction phénoménologique », c’est-à-dire une « dé-construction » ou démontage critique préalable des concepts légués par la tradition philosophique. Sophie-Jan Arrien note que Heidegger délaisse très rapidement la réduction phénoménologique husserlienne pour lui préférer une méthodologie de la « déconstruction» « qui loin d'être une mise entre parenthèses du caractère facticiel des phénomènes en jeu (le soi, l'histoire, la foi), consiste plutôt à partir d'une explicitation critique de ces concepts, en une traversée de la vie telle qu'elle se phénoménalise et se donne facticiellement ».
La « destruction phénoménologique » se donne pour tâche de démanteler les constructions théoriques, philosophiques ou théologiques qui recouvrent notre expérience de la vie facticielle et que nous devons faire apparaître. La tâche essentielle consistera à se rapprocher, par exemple, de l’Aristote originel, en se détournant de la scolastique médiévale qui le recouvre. De même, la destruction des présupposés de la science esthétique, qui va « permettre d'accéder à l'œuvre d'art pour la considérer en elle-même », est solidaire de la destruction de l'histoire de l'ontologie. C'est surtout dans son travail sur Aristote que Heidegger a pu préciser sa propre conception de la phénoménologie. Philippe Arjakovsky parle de « travail d'« anabase » que Heidegger a effectué pour dégager les soubassements tant ontologiques qu'existentiels de la Logique aristotélicienne[…] » ainsi est apparu en pleine lumière, le concept originaire de « phénomène » tel qu'il était compris par les grecs, c'est-à-dire, comme « ce qui se montre de soi-même ».
Mais comme pour Heidegger les « choses mêmes » ne se donne justement pas dans une intuition immédiate, il se sépare à cette occasion définitivement de Husserl, pour s'engager résolument dans le « cercle herméneutique ».
Autre exercice de déconstruction, le démantèlement de la tradition théologique avec laquelle il tentera, en s'inspirant de Luther et de Paul, de retrouver la vérité première du message évangélique, qu'il considère obscurcie et voilée dans la « Scolastique » inspirée d'Aristote.

### Le statut de la phénoménologie
Dans sa volonté de saisir le sens du monde en écartant tous les préjugés comme en renonçant à se situer dans un monde prédonné ou préformé, « la phénoménologie ne rejoint pas une rationalité déjà donnée, elle l'établit par une initiative qui n'a pas de garantie dans l'être et dont le droit repose entièrement sur le pouvoir effectif qu'elle nous donne d'assumer notre histoire […] la phénoménologie comme révélation du monde repose sur elle-même se fonde sur elle-même. Car elle ne peut s'appuyer comme les autres connaissances sur un sol de présuppositions acquises. Il en résulte un redoublement infini d'elle-même. […] Elle se redoublera donc indéfiniment, elle sera comme le dit Husserl un dialogue ou une méditation infinie et dans la mesure où elle reste fidèle à son intention, elle ne saura jamais où elle va » écrit Bernhard Waldenfels dans sa contribution.

## Les grandes avancées husserliennes
Principaux ouvrages : Ideen, Krisis.., Méditations cartésiennes, Leçons pour une phénoménologie de la conscience intime du temps.

### L'idée de phénoménologie chez Husserl
La phénoménologie de Edmund Husserl se définit d'abord comme une science transcendantale qui veut mettre au jour les structures universelles de l'objectivité. Le premier objectif poursuivi fut d'assurer un fondement indubitable aux sciences et pour cela d'éclairer les conditions théoriques de toute connaissance possible. Le projet de la phénoménologie fut d'abord de refonder la science en remontant au fondement de ce qu'elle considère comme acquis et en mettant au jour le processus de sédimentation des vérités qui peuvent être considérées comme éternelles.
La phénoménologie propose une appréhension nouvelle du monde, complètement dépouillée des conceptions naturalistes. D'où ce leitmotiv des phénoménologues qu'est le retour aux choses mêmes. Les phénoménologues illustrent ainsi leur désir d'appréhender les phénomènes dans leur plus simple expression et de remonter au fondement de la relation intentionnelle.
Husserl espère ainsi échapper à la crise des sciences qui caractérise le XXe siècle. C'est avec la reprise détournée du concept d'intentionnalité, empruntée à son maître Franz Brentano, que Husserl consacre ses premiers pas en phénoménologie. Son principe est simple : toute conscience doit être conçue comme « conscience de quelque chose ». En conséquence, la phénoménologie va prendre pour point de départ la description des vécus de conscience afin d'étudier la constitution essentielle des expériences ainsi que l'essence de ce vécu.
L'intuition fondamentale de Husserl, de ce point de vue, a consisté à dégager ce qu'il appelle l’« a priori universel de corrélation », qui désigne le fait que le phénomène tel qu'il se manifeste est constitué par le sujet, que dont chaque chose a, à chaque fois, pour chaque homme une apparence différente. Husserl ne verse pas pour autant dans le relativisme bien au contraire puisqu'il affirme que cette corrélation subjective est une nécessité d'essence. Ce qui veut dire que l'étant n'est pas autrement qu'il nous apparaît, il n'y a plus de chose en soi,. En ce sens, on peut donc bien dire que la phénoménologie est une science des phénomènes, mais à condition d'y entendre qu'elle a une vocation descriptive des vécus (de l'expérience subjective). Pour autant, l'activité constitutive du sujet de la corrélation ne doit pas faire croire que la phénoménologie serait un pur subjectivisme. Comme le dit Merleau-Ponty, « le réel est un tissu solide, il n'attend pas nos jugements pour s'annexer les phénomènes », et en conséquence, « la perception n'est pas une science du monde, ce n'est même pas un acte, une prise de position délibérée, elle est le fond sur lequel tous les actes se détachent et elle est présupposée par eux ».
La phénoménologie husserlienne se veut également une science philosophique, c'est-à-dire universelle. De ce point de vue, elle est une science apriorique, ou éidétique, à savoir une science qui énonce des lois dont les objets sont des « essences immanentes ». Le caractère apriorique de la phénoménologie oppose la phénoménologie transcendantale de Husserl à la psychologie descriptive de son maître Franz Brentano, qui en fut néanmoins, à d'autres égards, un précurseur. La phénoménologie doit en ce sens se distinguer de l'ousiologie, laquelle, comme science philosophique, a pour but l'étude des essences indépendamment de toute subjectivité exclusivement constituante.
Échappant à ces déterminations traditionnelles, on signale pour mémoire la dimension radicale de l'interprétation de cette pensée par son secrétaire particulier Eugen Fink dans son ouvrage De la phénoménologie.

### Le concept d'Intentionnalité

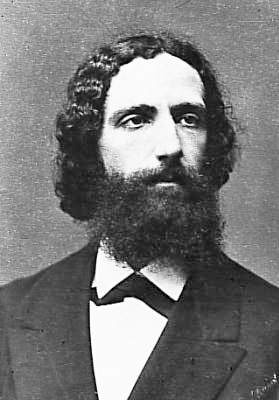
Franz Brentano

« La phénoménologie c'est l'Intentionnalité » affirme ni plus ni moins, Levinas. Heidegger donnerait son accord à cette parole, encore faut-il préciser les contours qu'il donne au concept d'« Intentionnalité », concept qu'il puise principalement dans les cinquième et sixième « Recherches logiques » de Edmund Husserl, que lui-même avait hérité de Brentano note Jean Greisch,.

#### Traits généraux du concept d'intentionnalité
L'« Intentionnalité » qui est depuis Franz Brentano, un « se diriger sur », n'est plus une mise en rapport externe, mais une « structure interne à la conscience » souligne Jean Greisch. Avec Husserl cette conscience ne va plus être considérée comme un simple contenant, réceptacle des images et des choses, ce qu'elle était depuis Descartes ; l'acte de conscience devient une intentionnalité visant un objet nécessairement transcendant précise Françoise Dastur,.
Le même raisonnement est à appliquer aux actes de représentation quels qu'ils soient, chacun tire son sens de la spécificité de l'acte intentionnel. « Tout savoir d'objet est toujours simultanément un savoir que le « Moi » a de lui-même, et ceci n'est point simplement un fait psychique, c'est bien plus une structure d'essence de la conscience » comprend de son côté Eugen Fink.
Le fait que l'« Intentionnalité » soit un « a priori » appartenant à « la structure du vécu et non une relation construite après coup » entraîne un sens spécifiquement phénoménologique à la notion d'acte et notamment pour ce qui concerne l'acte de représentation qui peut emprunter selon Heidegger deux directions différentes, la voie naïve qui nous dit par exemple que ce fauteuil est confortable et lourd ou l'autre qui va s'inquiéter de son poids et de ses dimensions.

#### Structure du concept
C'est à Husserl que l'on doit la découverte que la connaissance implique au moins deux moments intentionnels successifs (que Heidegger portera à trois), un premier acte correspondant à une visée de sens qui se trouve ultérieurement comblé par un acte intentionnel de remplissement. Heidegger saura s'en souvenir dans sa théorie du Vollzugsinn ou sens de « l'effectuation » qui domine sa compréhension de la vie facticielle et qui fait suite à deux autres moments intentionnels, le Gehaltsinn (teneur de sens), et le Bezugsinn (sens référentiel). C'est la structure intentionnelle de la vie facticielle qui nous livre ce ternaire. Pour une analyse approfondie de ces concepts voir Jean Greisch.

### L'intuition catégoriale
Dans la VIe de ses « Recherches logiques », Husserl, grâce au concept d'« intuition catégoriale », « parvient à penser le catégorial comme donné, s'opposant ainsi à Kant et aux néo-kantiens qui considéraient les catégories comme des fonctions de l'entendement ».
Il faut comprendre cette expression d'« intuition catégoriale » comme « la simple saisie de ce qui est là en chair et en os tel que cela se montre » nous dit Jean Greisch. Appliquée jusqu'au bout cette définition autorise le dépassement de la simple intuition sensible soit par les actes de synthèse, soit par des actes d'idéation.
Un exemple de l'extraordinaire fécondité de cette découverte nous est donnée dans les avancées qu'elle a permises pour délivrer Heidegger du carcan du sens attributif de la copule. Dans la proposition « le tableau est mal placé », « l'entrelacement du nom et du verbe fait que la proposition ajoute aux termes isolés, une composition qui relie et sépare donnant à voir un rapport irréductible à une relation formelle, rapport sur lequel elle se fonde plutôt qu'elle ne la fonde »,.

## La postérité d'Husserl

### Les héritiers immédiats

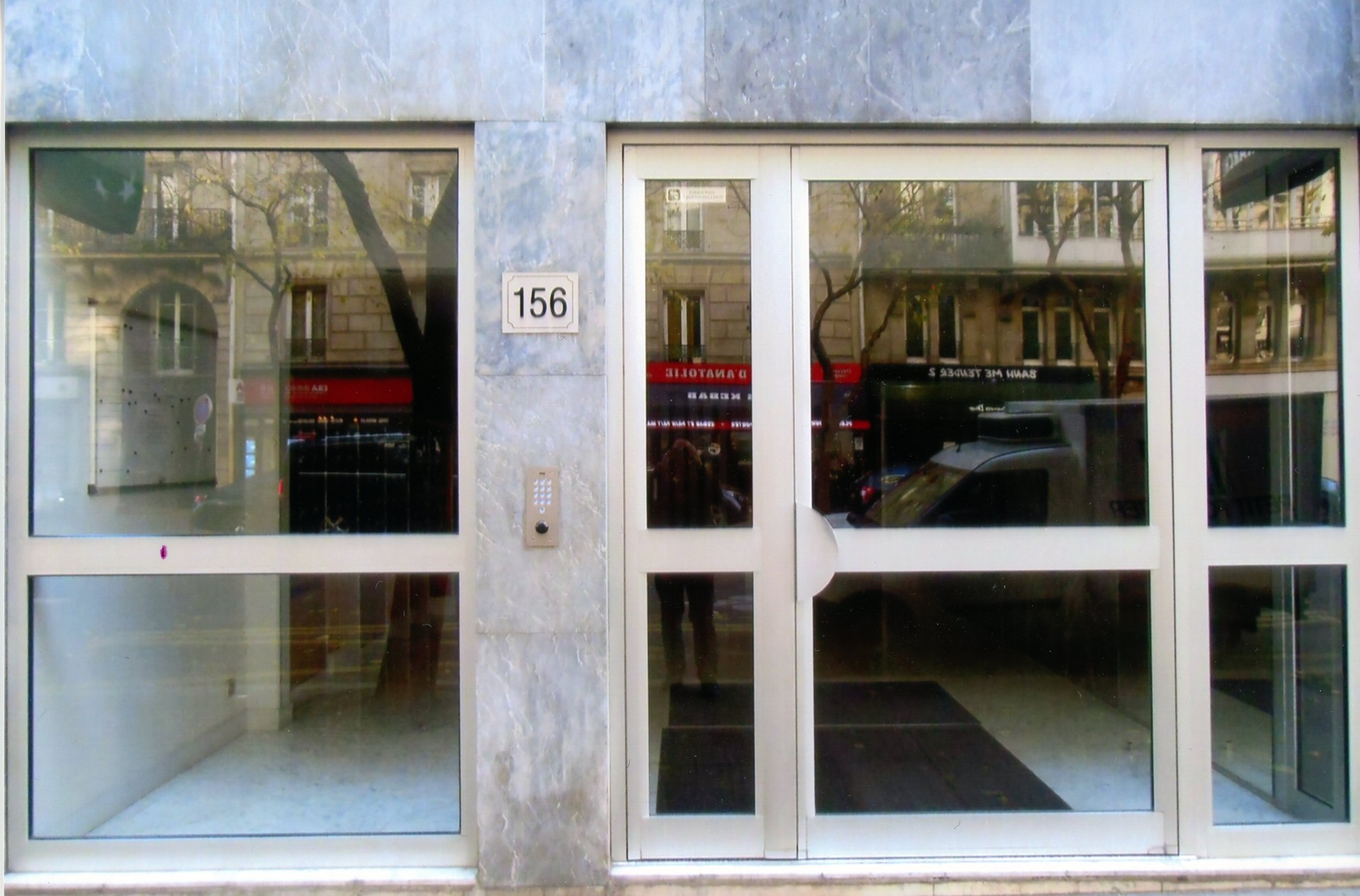
Centre de Recherches Phénoménologiques et Herméneutiques du CNRS, dirigé par Paul Ricœur, avenue Parmentier à Paris.

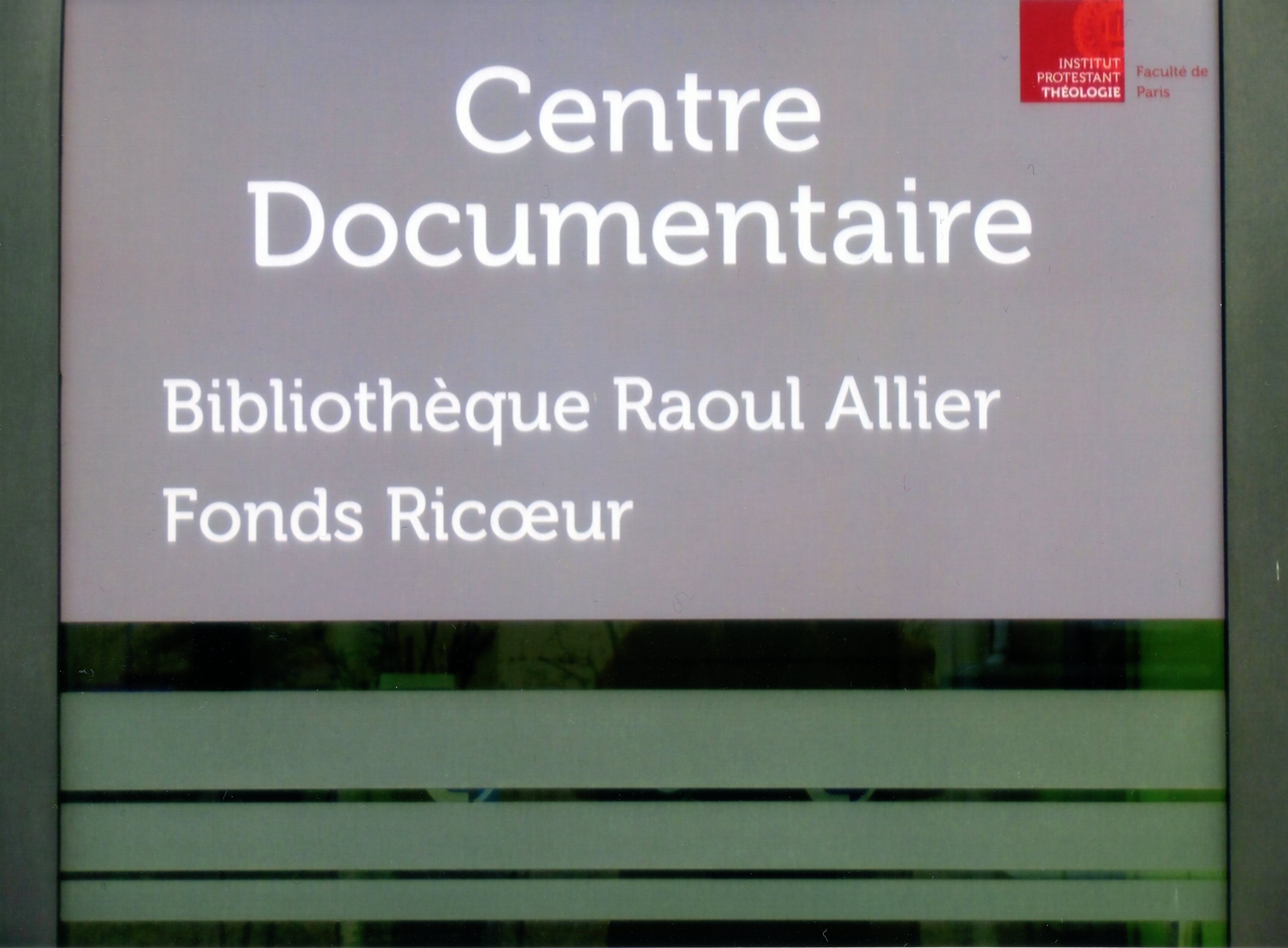
Le Fonds Ricœur à Paris.

En 1933, le philosophe Eugen Fink, abandonne la carrière universitaire, pour devenir son secrétaire privé jusqu'à la mort de son maître en 1938. Il est l'auteur de trois ouvrages remarquables de commentaires et de développement à partir de l'œuvre de son mentor, traduits en français : De la phénoménologie, la Sixième Méditation cartésienne et Autres rédactions des Méditations cartésiennes.
Comme élève et proche compagnon il y eut aussi, un temps, Martin Heidegger, à qui fut confié la publication de son ouvrage Leçons pour une phénoménologie de la conscience intime du temps. Hans-Georg Gadamer, un autre de ses élèves, rapporte que Husserl disait que, au moins dans la période de l'entre-deux-guerres, « la phénoménologie, c'est Heidegger et moi-même ». Dans une « lettre à Husserl » d'octobre 1927, Heidegger a bien mis en évidence la question qui le séparait de son maître : « Nous sommes d'accord sur le point suivant que l'étant, au sens de ce que vous nommez "monde" ne saurait être éclairé dans sa constitution transcendantale par retour à un étant du même mode d'être. Mais cela ne signifie pas que ce qui constitue le lieu du transcendantal n'est absolument rien d'étant - au contraire le problème qui se pose immédiatement est de savoir quel est le mode d'être de l'étant dans lequel le "monde" se constitue. Tel est le problème central de Sein und Zeit - à savoir une ontologie fondamentale du Dasein ». Autrement dit, l'enquête phénoménologique, pour Heidegger, ne doit pas tant porter sur les vécus de conscience, que sur l'être pour qui on peut parler de tels vécus, et qui est par là capable de phénoménalisation, à savoir le Dasein, c'est-à-dire, l'existant.
Le conflit phénoménologique entre Husserl et Heidegger a influencé le développement d'une phénoménologie existentielle et de l'existentialisme : en France, avec les travaux de Jean-Paul Sartre et de Simone de Beauvoir ; en Allemagne avec la phénoménologie de Munich (Johannes Daubert, Adolf Reinach) et Alfred Schütz ; en Allemagne et aux États-Unis avec la phénoménologie herméneutique de Hans-Georg Gadamer et de Paul Ricœur.
La philosophie husserlienne fut ensuite développée, et en des sens souvent infléchis, par des penseurs aussi divers que Maurice Merleau-Ponty, Max Scheler, Hannah Arendt, Gaston Bachelard, Dietrich von Hildebrand, Jan Patočka, Jean-Toussaint Desanti, Guido Küng[réf. nécessaire] et Emmanuel Levinas.
Emmanuel Levinas, se penche sur l'évolution du concept d'« intentionnalité ». En tant que compréhension d'être, c'est toute l'existence du Dasein qui se trouve concernée par l'intentionnalité. Il en est ainsi du sentiment qui lui aussi vise quelque chose, ce quelque chose qui n'est accessible que par lui. « L'intentionnalité du sentiment n'est qu'un noyau de chaleur auquel s'ajoute une intention sur un objet senti ; cette chaleur effective qui est ouverte sur quelque chose à laquelle on accède en vertu d'une nécessité essentielle que par cette chaleur effective, comme on accède par la vision seule à la couleur ». Jean Greisch a cette formule étonnante « le vrai visage -vu de l'intérieur-de l'intentionnalité n'est pas le « se-diriger-vers » mais le devancement de soi du souci ».

### Élargissement heideggérien
Délaissant l'ontologie spéculative et la phénoménologie descriptive, Heidegger considère dans Être et Temps (SZ p. 38), « que l'ontologie et la phénoménologie devaient bel et bien partir de l'« herméneutique » du Dasein » écrit Jean Grondin. S'il a été beaucoup dit que la phénoménologie de Heidegger était une herméneutique Jean Grondin souligne que l'herméneutique est elle-même une phénoménologie au sens où « il s'agit de reconquérir le phénomène du Dasein contre sa propre dissimulation ».
Parce qu'une chose peut se montrer en soi-même, remarque Heidegger, elle peut se montrer autre qu'elle n'est (apparence) ou indiquer autre chose (indice), note Marlène Zarader. Chez Heidegger il n'y a pas d'inconnaissable en arrière-plan comme chez Kant (la chose en soi), ce qui est « phénomène » de façon privilégié selon François Vezin « c'est quelque chose qui le plus souvent ne se montre justement pas, qui à la différence de ce qui se montre d'abord et le plus souvent est en retrait mais qui est quelque chose qui fait corps avec ce qui se montre de telle sorte qu'il en constitue le sens le plus profond ».
Dans une opposition frontale à Husserl, Heidegger avance (SZ p. 35) que la phénoménologie a pour but de mettre en lumière ce qui justement ne se montre pas spontanément de lui-même et se trouve le plus souvent dissimulé confirme Jean Grondin, d'où la nécessité d'une herméneutique comme le remarque Marlène Zarader.« Si le phénomène est ce qui se montre, il sera l'objet d'une description […] ; si le phénomène est ce qui se retire dans ce qui se montre, alors il faut se livrer à un travail d'interprétation ou d'explicitation de ce qui se montre, afin de mettre en lumière ce qui ne s'y montre pas de prime abord et le plus souvent ».
Après Être et temps, Heidegger ne s'intéressera plus à la description du sens de l'Être à partir du Dasein « mais il tente de le faire voir tel qu'il se déploie dans et par la pensée » écrit Sylvaine Gourdain, qui fait par ailleurs en note la remarque suivante : « Sans doute faudrait-il préciser et dire qu'il s'agit (avec Heidegger) d'une phénoméno-logie, c'est-à-dire non d'une science descriptive et épistémologique des phénomènes tels qu'ils apparaissent à la conscience mais d'une pensée ou d'un dire du seul « phénomène », qui en réalité intéresse Heidegger, à savoir l'« Être » ».

### La phénoménologie sectorielle contemporaine
- Si vous ne connaissez pas le sujet, laissez ce bandeau (vous pouvez alors contacter les auteurs).
- Si vous supprimez le contenu mis en cause (vous pouvez préalablement contacter les auteurs),

argumentez précisément cette suppression dans la page de discussion
(un manque de référence n'est pas un argument ; une recherche réelle de référence doit avoir été effectuée, être formellement documentée).
- Sergiu Celibidache : phénoménologie de la musique
- Gaston Bachelard : phénoménologie de l'imagination
- Maurice Merleau-Ponty : phénoménologie de la perception et du corps propre
- Jan Patočka : phénoménologie dynamique ou phénoménologie du monde naturel
- Hans-Georg Gadamer : phénoménologie du dialogue
- Michel Henry : phénoménologie de la vie (comme auto-affection)
- Paul Ricœur : phénoménologie de la volonté
- Jean-Luc Marion : phénoménologie de la donation
- Renaud Barbaras : phénoménologie de la vie (comme mouvement)
- Natalie Depraz : phénoménologie de l'attention et de la surprise
- Claude Romano : phénoménologie de l'événement
- Bruce Bégout : phénoménologie de la quotidienneté
- Alexander Schnell : phénoménologie constructive/générative
- Jean-Louis Chrétien : phénoménologie de la parole
- Erazim Kohák : écophénoménologie
- Marc Richir : phénoménologie refondue ou hyperbolique
- Henri Maldiney : phénoménologie de l'existence
- Emmanuel Falque: phénoménologie du hors-phénoménalité[75]

### Le tournant théologique de la phénoménologie française
Dominique Janicaud, rappelle que dans la vision de Husserl, l'intentionnalité ne concerne que les phénomènes du monde et en aucun cas l'au-delà du monde. Renaud Barbaras rappelle l'impératif explicite de Husserl : « toute intuition donatrice originaire est une source de droit pour la connaissance mais tout ce qui s'offre à nous dans cette intuition doit être simplement reçu pour ce qu'il se donne, sans outrepasser les limites dans lesquelles il se donne ».
À l'occasion d'un véritable pamphlet, publié en 1990, intitulé Le tournant théologique de la phénoménologie française, Dominique Janicaud dénonce le fait qu'à « partir des années 1970, s'opère une singulière ouverture au transcendant, à l'absolu et à l'originaire qui […] scellent une alliance avec des préoccupations de type théologique ou religieux ». Il situe en 1961 avec la publication de Totalité et Infini d'Emmanuel Levinas la première œuvre majeure de philosophie qui assume ce tournant de la phénoménologie vers la théologie, tendance confirmée depuis lors par toute une série d'autres philosophes (Paul Ricœur, Michel Henry, Jean-Luc Marion, Jean-Louis Chrétien). Pour Dominique Janicaud, face à ces multiples démarches, qui réintroduisent « l'absolument Autre » (Levinas), « l'Archi-Révélation de la vie »(Michel Henry), la donation pure (Jean-Luc Marion), la question devient : qu'est-ce qui reste de phénoménologique dans ces œuvres ? Toutes ces tentatives restent éloignées de la neutralité scientifique dont Edmund Husserl désirait doter la phénoménologie.

## Applications pratiques
La phénoménologie connaît aussi des applications pratiques.
- Natalie Depraz - recherches sur l'adaptation de l'attitude phénoménologique lors de pratiques d'entretiens
- Emmanuel Galacteros - fondateur de l'entretien phénoménologique de la vie radicale (inspiration Michel Henry)
- Alfonso Caycedo - pratiques de la réduction phénoménologique (Edmund Husserl, Martin Heidegger, Ludwig Binswanger) psychiatrie et prophylaxie sociale.
- Phénoménologie appliquée axiologos.
- Pierre Vermersch, technique de l'entretien d'explicitation et la psycho-phénoménologie
- Henri Maldiney - étude des pathologies psychiques comme fléchissement des modalités d'existence.
- Le Cercle herméneutique : cette revue de phénoménologie anthropologique aborde des sujets appliqués au quotidien, avec des sujets autour de l'hystérie, la paranoïa, le sentiment d'étrangeté à soi, le besoin d'événements, l'homme intérieur et le discours intérieur.
- Recherches qualitatives au Canada

La phénoménologie a aussi eu une grande influence sur la psychologie telle qu'elle se pratique encore de nos jours et plus généralement sur l'épistémologie. Elle a donné naissance à une clinique psychiatrique particulièrement riche, à partir des travaux du psychanalyste Ludwig Binswanger. En France, elle influença le courant de la psychothérapie institutionnelle.